# Epimeliady
W mitologii greckiej, Epimeliady albo Epimelidy (starogr. epi – "strażnik" i mêlon – "owca" albo "jabłoń") to nimfy strzeżące jabłoni. Ponieważ μηλον - "jabłoń" w starogreckim oznacza również "owcę", Epimeliady były znane również jako strażniczki owiec i kóz. Ich włosy były białe, jak pączki jabłoni albo niefarbowana wełna. Tak jak inne driady, potrafiły one zmieniać swoją postać drzewa na ludzką. Znane są one też ze strzeżenia drzewa, na którym zawieszono Złote runo.